# 麦せんべい
麦せんべい（むぎせんべい）は、福島県福島市の菓子。
小麦粉の生地にピーナッツをあしらった、非常にシンプルな煎餅。噛むと麦の素朴な甘みが広がるのが特徴。
福島市では土産菓子の定番となっており、15〜20枚単位の束でまとめて販売されることが多い。
太陽堂創業者の八巻清が青森県八戸市の「南部煎餅」に惚れ込み、本場で修行して福島に持ち帰ったのが始まり。
太陽堂製のものがよく知られているが、他には日進堂製のものもある。